# 福山里 (高雄市)
福山里位於臺灣高雄市左營區最東端，鄰近蓮池潭、高鐵左營站與高速公路鼎金系統交流道，為高雄榮民總醫院所在地。北毗楠梓區宏南里，西北臨尾北里，東北、東鄰仁武區高楠里，東南鄰三民區鼎盛里，西南與南接菜公里。由於境內擁有多項公共設施，數座大樓社區分佈，人口不斷移入。全境面積約為1.8749平方公里，人口約有4.5萬人，聚集了左營區超過五分之一的人口，是左營區人口最多的里，是高雄市人口最多的里，也是臺灣人口最多的村里。下轄鄰數有80個鄰，亦為臺灣之最。

## 歷史
本里原為菜公里之一部份。本里人口增加迅速，先有建築商於民族路，興建房屋取名為福檳社區。邇後又有商人于民國74年（1985年）民族路東邊陸續興建房屋，取名為山水社區；依其興建先後，取名為「福山里」。民國78年（1989年）因全里戶數超過1900戶，奉令劃分為二個里，另取名為福山里，於民國79年（1990年）2月1日生效。

## 人口
| 月   | 戶數   | 人口   | 男     | 女     | 人口變化 |
| ---- | ------ | ------ | ------ | ------ | -------- |
| 1月  | 17,455 | 44,885 | 21,158 | 23,727 | +79      |
| 2月  | 17,470 | 44,918 | 21,158 | 23,760 | +33      |
| 3月  | 17,514 | 44,990 | 21,185 | 23,805 | +72      |
| 4月  | 17,544 | 45,058 | 21,206 | 23,852 | +68      |
| 5月  | 17,598 | 45,114 | 21,241 | 23,873 | +56      |
| 6月  |        |        |        |        |          |
| 7月  |        |        |        |        |          |
| 8月  |        |        |        |        |          |
| 9月  |        |        |        |        |          |
| 10月 |        |        |        |        |          |
| 11月 |        |        |        |        |          |
| 12月 |        |        |        |        |          |

## 社區設施
- 高雄榮民總醫院：民國76年在本里設立臺北榮民總醫院高雄分院。

- 福山公園

## 外部連結
- 福山里人口逾3萬堪稱超級恐龍里 （页面存档备份，存于）
- 高市最大里與最小里 人口差百倍 （页面存档备份，存于）